# 池田千尋
池田 千尋（いけだ ちひろ、1980年 - ）は、日本の映画監督。女性。北海道生まれ、静岡県袋井市出身。

## 経歴
静岡県立磐田南高等学校、早稲田大学第一文学部を卒業。映画美学校第5期高等科修了。東京藝術大学大学院映像研究科監督領域の一期生。
2008年、西島秀俊を主演に迎えた初長編監督作品『東南角部屋二階の女』が公開された。

## 受賞
- 第108回ザテレビジョンドラマアカデミー賞 監督賞（『大豆田とわ子と三人の元夫』中江和仁、瀧悠輔と共同）[5]

## フィルモグラフィー

### 長編映画
- 東南角部屋二階の女（2008年） - 監督
- ライク・サムワン・イン・ラブ（2012年） - メイキング・ディレクター
- ミスターホーム（2014年） - 監督・製作
- 先輩と彼女（2015年） - 監督
- 東京の日（2015年） - 監督・脚本
- クリーピー 偽りの隣人（2016年） - 脚本（黒沢清と共同）
- スタートアップ・ガールズ（2019年9月6日） - 監督[6]
- 記憶の技法（2020年11月27日） - 監督
- 君は放課後インソムニア（2023年6月23日） - 監督・脚本（髙橋泉と共同）
- 九龍ジェネリックロマンス（2025年8月29日公開予定） - 監督・脚本（和田清人と共同）[7]

### 短編映画
- 人コロシの穴（2002年） - 監督・脚本
- 四谷怪談（2006年） - 監督・脚本
- 兎のダンス（2007年） - 監督・脚本
- 森の中で（2010年） - 監督
- 夕闇ダリア（2011年） - 監督・脚本
- とんねるらんでぶー（2011年） - 監督
- 妙子の恋（2012年） - 監督・脚本
- 重なり連なる（2012年） - 監督
- 火星の人（2019年） - 監督

### テレビ
- Life Again〜再生〜「温泉兄妹」（2011年、テレビ静岡） - 監督・脚本
- 青山ワンセグ開発「3つの告白」（2013年10月、NHKワンセグ2・NHK Eテレ） - 監督
- プリンセスメゾン （2016年、NHK BSプレミアム、ATP賞優秀賞） - 監督
- まどろみバーメイド 〜屋台バーで最高の一杯を。〜（2019年、テレビ大阪） - 監督
- 大豆田とわ子と三人の元夫（2021年、関西テレビ/フジテレビ） - 演出
- メンタル強め美女白川さん（2022年、テレビ東京） - 監督・脚本
- モトカレ←リトライ（2022年、毎日放送） - 監督
- 祈りのカルテ 研修医の謎解き診察記録（2022年、日本テレビ） - 演出
- 初恋、ざらり（2023年、テレビ東京） - 監督・脚本
- 先生さようなら（2024年、日本テレビ） - 演出
- 私をもらって 〜追憶編〜（2024年、日本テレビ） - 監督
- 五十嵐夫妻は偽装他人（2025年、テレビ東京） - 監督
- 風のふく島（2025年、テレビ東京） - 監督

### オリジナルビデオ
- 魔法のiらんど「Re：涙雨、」（2009年） - 監督

### ウェブ動画
- 女優 小石川祐子（2012年） - 監督

### 舞台
- 東京の空 -改訂版-（2014年） - 演出
- 東京の歌（2014年） - 演出

### MV
- 乃木坂46「不等号」（2016年） - 監督